# Hamid Šahinović
Hamid Šahinović pseudonymem Ekrem (1879/1882? Hum, Foča – 29. prosince 1936 Ilidža) byl bosenskohercegovský spisovatel, dramatik a právník bosňáckého původu.

## Životopis
V Sarajevu absolvoval gymnázium (maturoval 1902). Na Vídeňské univerzitě dokončil studium práv, samotný titul doktora práv získal na Univerzitě v Záhřebu. Nejprve působil jako koncipient v advokátní kanceláři Akifa Biseroviće, pak se vydal na dráhu soudce.
V umělecké sféře se prosadil jako oblíbený dramatik. Uveřejňoval též prozaické črty a vyprávění. Jeho práce vycházely v časopisech Behar (Květ) a Novi behar (Nový květ). Mezi lety 1910 a 1911 (od 15. října 1910 do 15. února 1911) byl šéfredaktorem časopisu Behar (Květ), který za jeho vedení pro nezájem publika zanikl.
Od roku 1935 byl hlavním a odpovědným redaktorem listu Muslimanska svijest (Muslimské uvědomění), které mezi bosenskohercegovskými muslimy propagoval prochorvatské postoje a chorvatskou nacionální myšlenku. Toto periodikum pak roku 1941, kdy vnikl fašistický Nezávislý stát Chorvatsko, si změnilo název na Hrvatska svijest (Chorvatské uvědomění).
Jeho synem byl spisovatel Munir (1910–1945), vystupující pod jménem Munir Ekremov.

## Dílo
- Đavo pod čegrom. Šala u jednom činu (v čsp. Behar, roč. II., 1901–1902, č. 22, s. 343–348)
- Orden. Šala u jednom činu (Řád, v čsp. Behar, roč. IV., 1903–1904, č. 3, s. 132–135, č. 10, s. 148–152, č. 11, s. 164–166)
- Punica. Šala u jednom činu (Tchyně, v čsp. Behar, roč. V., 1904–1905, č. 8, s. 118–123, č. 9, s. 134–136, s. 10, s. 147–149)
- Na uranku. Dramski spjev u dvije slike (Časně zrána, v čsp. Behar, roč. V., 1904–1905, č. 13, s. 195–197)
- Na planini. Dramski spjev u dvije slike (Na horách, v čsp. Behar, roč. V., 1904–1905, č. 24, s. 371–373)
- Anđelija. Dramski spjev u tri čina (Anđelija, v čsp. Behar, roč. VI., 1905–1906, č. 1, s. 5–7, č. 2, s. 20–22, č. 3, s. 35–40, č. 4, s. 51–53, č. 5, s. 67–70, knižně: Sarajevo 1905)
- Zmaj od Bosne. Dramski spjev u pet činova (Drak z Bosny, v čsp. Behar, roč. VIII., 1907–1908, č. 1, s. 3–10, č. 2, s. 22–26, č. 3, s. 37–41, č. 4, s. 53–56, č. 5, s. 67–69, č. 6, s. 84–85, č. 7, s. 100–102, č. 8, s. 115–118, č. 9, s. 131–133, č. 10, s. 146–148)
- Hifzibeg (Hifzibeg, Sarajevo 1905), dramatizace života Hifzi-bega Đumišiće (kolem 1840–1875)
- Dva načelnika (Dva starostové, Sarajevo 1905)
- Pred gradske izbore. Šala u jednome činu (Před obecními volbami, v čsp. Behar, roč. XI., 1910–1911, č. 3, s. 36–43)
- Frdekteri (Pašáci, v čsp. Novi behar, roč. VII, č. 17–18, knižně: Sarajevo 1934)